# Шорци
Шорците (на шорски: шор-кижи; на руски: шорцы) са тюркска етническа група в Южен Сибир, Русия.
Според преброяването от 2010 година те наброяват 12 888 души, концентрирани главно в Кемеровска област. Днес майчиният език на мнозинството шорци е руският, а известна част продължават да използват шорски език, близък до хакаския. Традиционно шорците са шаманисти и анимисти, като от XIX век са частично покръстени в православието.